# Ivan Šuker

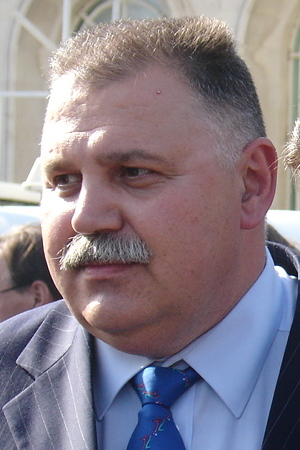
Ivan Šuker (2008)

Ivan Šuker (* 12. November 1957 in Livno; † 5. September 2023 in Zagreb) war ein kroatischer Politiker der Partei Hrvatska demokratska zajednica (HDZ) bzw. auf europäischer Ebene der Europäischen Volkspartei (EVP).
Als Nachfolger von Mato Crkvenac war Šuker vom 23. Dezember 2003 bis 2010 der Finanzminister Kroatiens. Ab 2010 war er Abgeordneter des Kroatischen Parlaments.
Der Diplom-Kaufmann war Bürgermeister der Stadt Velika Gorica (2000–2003) und langjähriger Präsident des kroatischen Basketballverbandes.
Šuker war verheiratet und hatte zwei Kinder.
Er starb im September 2023 im Alter von 65 Jahren.